# Charles Jane Ashley
Charles Jane Ashley (Londres, 1773 – Margate, Kent, 29 d'agost de 1843) violoncel·lista director musical.
Ashley va néixer a Londres, el tercer fill de John Ashley. Va ser intèrpret al violoncel, i també durant algun temps va continuar els oratoris del Covent Garden amb el seu germà, General Charles Ashley, violinista. També era germà de Richard i John James Ashley. Segons el llibre oficial commemoratiu del 300 aniversari de la Worshipful Company of Musicians (publicat el 1904/5), va ser un dels fundadors del Glee Club el 1793 i membre original de la Societat Filharmònica de Londres.
El 2 de maig de 1811 va ser elegit secretari de la Royal Society of Musicians, de la qual havia estat membre des del 4 de maig de 1794. El 1791 i de 1794 a 1801, va ser nomenat pels governadors per tocar per al clergat de la catedral de Sant Pau, en el concert anual de beneficis de maig de la societat. Després de la mort del seu pare el 1805, ell i el seu germà Christopher van continuar els oratoris, i el 1817 va ser violoncel·lista en una banda al King's Theatre. En l'última part de la seva vida va ser durant algunes temporades manager dels Jardins de Tívoli a Margate, on va morir el 29 d'agost de 1843.
Durant els seus últims anys, abans de la seva mort el 1843, Charles es va tornar bastant feble en salut, que podria haver estat a causa dels 19 anys que va passar a la presó per deute. Els pagaments que se li van fer per assistència mèdica des de 1835, van ser registrats a The Minute Books of the Royal Society of Musicians.